# Сольці
Сольці — місто (з 1914) в Росії, адміністративний центр Солецького муніципального району Новгородської області, Солецького міського поселення.

## Географія

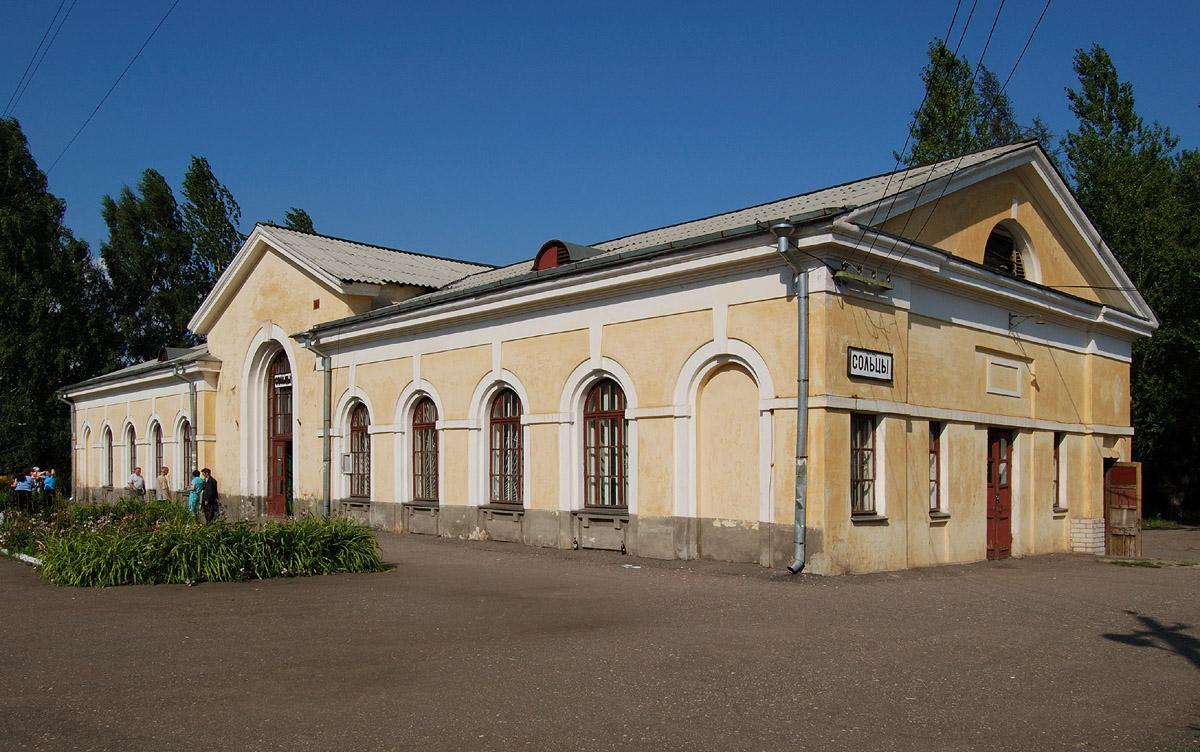
Залізнична станція

Сольці розташовані в 80 км на південний захід від Великого Новгорода на лівому березі річки Шелонь в гирлі річки Крутєц в місцевості з численними солоними джерелами, яким і зобов'язане місто своєю назвою.
Місто розташоване на автомобільній дорозі Великий Новгород — Порхов — Псков. Є залізнична станція Сольці, що лежить на залізничній колії Санкт-Петербург — Дно, за яким поїзди прямують з Санкт-Петербурга до Києва, Мінську, Пскову, Кишеніву.

## Історія
Перша згадка в письмових джерелах про Сольці припадає на 1390 рік. Новгородський літопис говорить: «В літо 1390 ходили новгородці з князем Семеном Ольгердовичем … і стали в Сольцях …» Одним з основних видів занять жителів цього населеного пункту в ті часи був видобуток солі, яка була дорогим і дефіцитним товаром, звідси й пішла назва міста. Сіль випарювали з численних соляних джерел, що і зараз є на околицях міста.
У 1471 році у війська московського князя Івана III, які йшли правим берегом Шелони, переправилися через неї неподалік від Сольців і розбили війська Новгородської республіки. Ця битва увійшла зіграла важливу роль в окупації Московією Новгородських земель. Сьогодні на місці битви стоїть будівля церкви Святого апостола Іоанна Богослова.
У грудні 1579 року цар Іван IV Грозний видав указ про організацію в Сольці колісної слободи. Звільнені від податків майстра-колісники повинні були робити колеса і лафети для гармат. З цього часу протягом 200 років колісна слобода постачала своєю продукцією російську армію.
З кінця XVIII до початку XX століття Сольці були частиною Порхівської волості Псковської губернії.
У 1781 році Сольці були перетворені в посад з міським управлінням. Це відбулося відповідно до указу імператриці Катерини II.
Після початку Першої світової війни в 1915 році місто отримало статус міста — курорту, через те, що в одній зі своїх садиб купецька сім'я Боговських відкрила санаторій для поранених офіцерів. Пізніше, в кінці 1920-х років, на базі санаторію був організований бальнеологічний і грязьовий курорт, який мав у своєму розпорядженні три джерела мінеральної води, що належить до групи північнокавказьких нарзанів. Води було достатньо не тільки для місцевих потреб, а й для розливу в спеціальні пляшки; цим займався завод мінеральних вод, відкритий неподалік.
1 жовтня 1927 року за новим адміністративним поділом Сольці стають центром Солецького району в новоствореному Новгородському окрузі Ленінградської області; 23 липня 1930 року розподіл на округа в СРСР було скасовано і Солецький район виявився підлеглим безпосередньо Ленобвиконкому. З 5 липня 1944 року Сольці — районний центр новоствореної Новгородської області.
Рішенням колегії Міністерства культури Російської Федерації місто Сольці віднесене до числа історичних поселень Росії. Всього в місті налічується 55 пам'яток містобудування та архітектури.
Біля міста на авіабазі Сольці розташовувався 840-й важко-бомбардувальний авіаційний полк, що входив до складу 37-ї повітряної армії стратегічного призначення.